# Elitní zabijáci
Elitní zabijáci (v anglickém originále Killer Elite) je americko-australsko-britský akční film z roku 2011. Režisérem filmu je Gary McKendry. Hlavní role ve filmu ztvárnili Jason Statham, Clive Owen, Yvonne Strahovski, Robert De Niro a Lachy Hulme.

## Děj
V roce 1980 dorazí skupina žoldáků Danny Bryce, Hunter, Davies a Meier do Mexika, aby provedli atentát. Danny však zjistí, že právě zabil muže před jeho malým dítětem, což ho psychicky zlomí a donutí odejít do důchodu a vrátit se do Austrálie.
O rok později je Danny povolán do Ománu, kde se dozví, že Hunter nezvládl úkol za šest milionů dolarů a jeho život teď závisí na Dannym. Místní šejk Amr chce pomstít smrt svých tří synů během Dafarského povstání tím, že Danny zabije tři bývalé členy SAS. Výměnou má být Hunter propuštěn. Danny přesvědčí Daviese a Meiera, aby mu pomohli, přičemž odměnu si rozdělí mezi sebe – on sám nechce nic.
Zabijí první cíl, Harrise, v Ománu, ale zabití neproběhne dle plánu a musí ho zastřelit. Druhého muže, Cregga, uspí a nechají zemřít na podchlazení. Kvůli pátrání po bývalých vojácích se ale dostanou do hledáčku tajného bratrstva „Feather Men“, jehož členem je i Spike Logan.
Třetí cíl McCann je zabit pomocí fingované dopravní nehody, ale při následném střetu je Meier zabit a Jake, nezkušený pomocník, uteče. Logan zabije také Daviese. Danny předá falešné důkazy Amrovi a zachrání Huntera. Poté se vrací do Austrálie za Anne.
Když se dozví, že existuje ještě jeden muž zapojený do smrti Amrových synů – autor knihy Ranulph Fiennes – pokusí se ho zabít, ale jen ho zraní a nafotí falešné důkazy. Logan unese Dannyho, ale zásah vládního agenta vše přeruší. Ukáže se, že smrt synů byla součástí dohody mezi britskou vládou a Bakhaitem, Amrovým čtvrtým synem. V následné přestřelce Logan zabije agenta a Danny uteče.
Danny a Hunter dorazí zpět do Ománu, ale Logan mezitím zabije umírajícího Amra. Bakhait přizná, že zradil vlastní rodinu výměnou za moc a peníze. Logan dostane za svou práci slíbených šest milionů. Hunter a Danny ho nakonec doženou, vezmou si část peněz a zbytek mu nechají, protože bude potřebovat nový život, až se jeho zrada Feather Men provalí.
Danny se vrací za Anne a tím pro něj všechno končí.

## Obsazení
| Jason Statham            | Danny Bryce  |
| Clive Owen               | Spike Logan  |
| Yvonne Strahovski        | Anne Frazier |
| Robert De Niro           | Hunter       |
| Lachy Hulme              | Harris       |
| Dominic Purcell          | Davies       |
| Aden Young               | Meier        |
| Adewale Akinnuoye-Agbaje | agent        |